# Zanthoxylum acanthopodium
Espèce
Classification phylogénétique

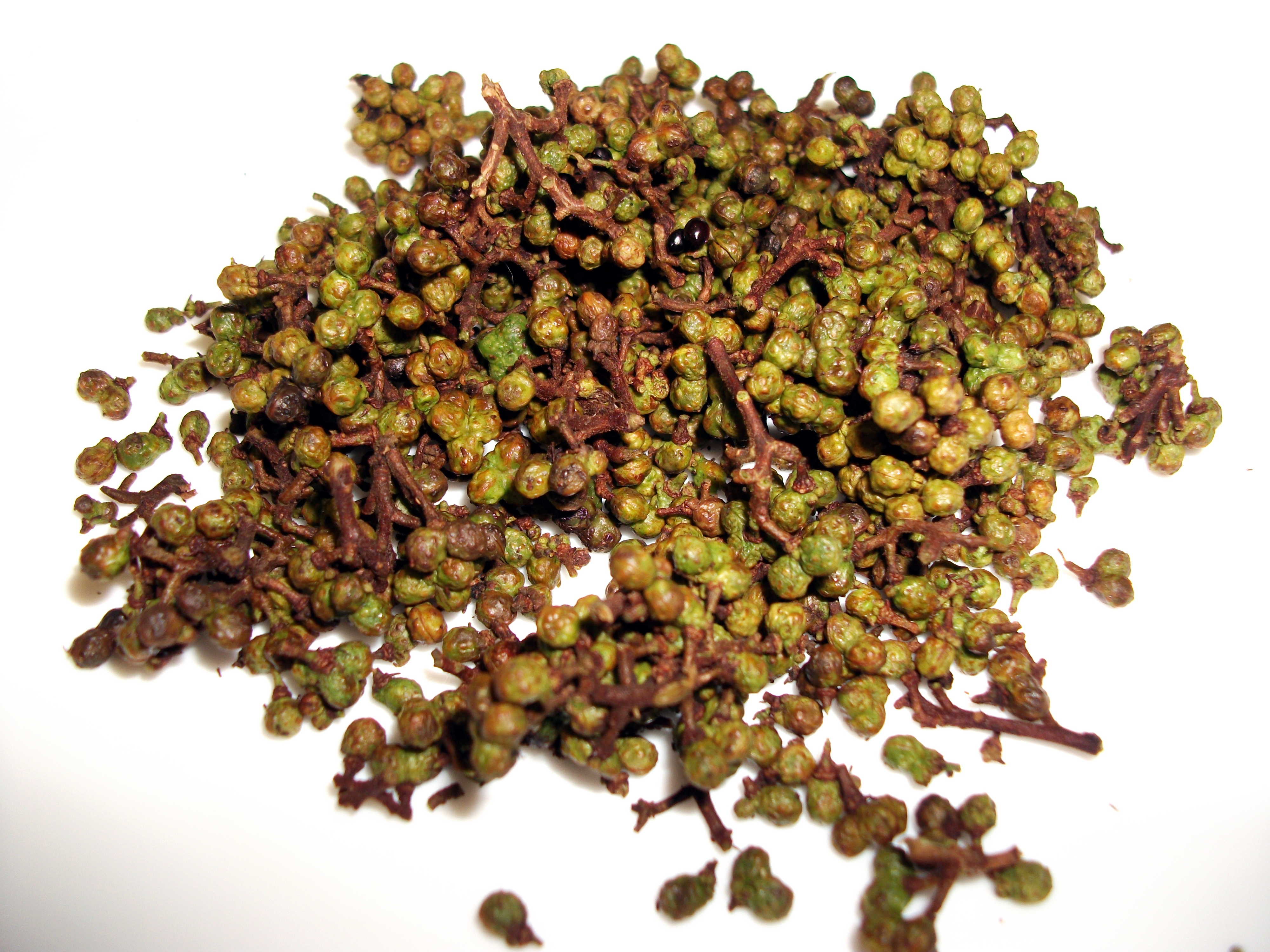
Graines.

Zanthoxylum acanthopodium, l'Andaliman, est une espèce de plantes à fleurs de la famille des Rutaceae.
Elle est présente dans le sud de la Chine (Guangxi Guizhou, Sichuan, Tibet, et Yunnan), Bangladesh, Bhoutan, nord de l'India (Arunachal Pradesh, Assam, Manipur, Meghalaya, Mizoram, Nagaland, Sikkim, Uttar Pradesh, et Bengale-Occidental), Népal, Laos, Birmanie, nord de la Thaïlande,  Viêt Nam, Indonésie (hauteurs du nord de  Sumatra, appelé poivre de Batak), et Malaisie péninsulaire
Proche du Poivre du Sichuan, il est parfois nommé baie des Bataks (Zanthoxylum bungeanum et Zanthoxylum simulans), ses graines sont utilisées en épices et utilisées en cuisine. Son goût est toutefois un peu plus citronné et se rapproche de la citronnelle).
En Indonésie, il est appelé andaliman. Il est très utilisé dans la cuisine Batak et Karo